# V pátek se koupeme
V pátek se koupeme (v originále německy Freitags wird gebadet) je dětský humoristický román německého spisovatele Kurta Davida z roku 1964 vydaný v Berlíně. Líčí život rodiny malého chlapce, který je vypravěčem, jeho pohled na svět a zajímavé zážitky. Česky kniha vyšla v roce 1979 v Lidovém nakladatelství v překladu Z. K. Slabého.
Ústřední postavou a vypravěčem je Honzík, který chodí do 8. třídy a bydlí na vesnici ve východním Německu v době komunismu. Jednotlivé příběhy každého dne jsou psány zábavnou formou a uspořádány do deníku. Jeho hlavním tématem je vztah rodiče – děti. V průběhu knížky jsou popisovány zajímavé příhody, které se mohou stát na vesnici, v hostinci nebo na zábavě a to vše z pohledu mladíka, který se snaží pochopit dospělé, ale především své vlastní rodiče.
Příkladem vtipných narážek, které se v knížce objevují, může být například heslo „Družstevní rolníci dojí krávy hlavou“ (nesmysl) nebo výrok zpoceného číšníka, který se rozčiluje nad neorganizovaností návštěvníků: „Když vysvitne sluníčko, hned se to sem všecko navalí nahoru. Když prší, dřepíme v kuchyni.“